# Toby Miller
Toby Miller (* 14. Februar 2000) ist ein US-amerikanischer Snowboarder. Er startet in der Disziplin Halfpipe.

## Werdegang
Miller nimmt seit 2014 an Wettbewerben der FIS und der Ticket to Ride World Snowboard Tour teil. Dabei holte er im Januar 2014 bei den Burton European Junior Open in Laax seinen ersten Sieg. Zudem errang er in der Saison 2013/14 beim Snowcrown Ski and Snowboard Festival in Blue Mountain und bei der U.S. Revolution Tour in Sun Valley und in Mammoth jeweils den zweiten Platz. Bei den Juniorenweltmeisterschaften 2014 in Chiesa in Valmalenco wurde er Vierter. In der Saison 2014/15 kam er bei der U.S. Revolution Tour in Mammoth zweimal auf den dritten Platz. Bei den Juniorenweltmeisterschaften 2015 in Yabuli holte er die Silbermedaille. Sein Debüt im Weltcup hatte er im Januar 2016 in Mammoth, das er auf dem 17. Platz beendete. Im Februar 2017 siegte er bei der U.S. Revolution Tour in Mammoth und gewann im folgenden Monat bei den Juniorenweltmeisterschaften in Laax die Silbermedaille und belegte bei den Snowboard-Weltmeisterschaften 2017 in der Sierra Nevada den 16. Platz. Zudem kam er bei den World Rookie Finals am Kitzsteinhorn auf den zweiten Platz und bei den Austrian & German Masters in Kühtai auf den ersten Rang. Bei den Winter-X-Games 2018 in Aspen errang er den fünften Platz. In der Saison 2018/19 holte er bei den Juniorenweltmeisterschaften 2018 in Cardrona die Goldmedaille und erreichte in Copper Mountain mit dem zweiten Platz seine erste Podestplatzierung im Weltcup. Zudem errang er bei der Winter Dew Tour in Breckenridge den dritten Platz. Bei den Winter-X-Games 2019 in Aspen wurde er Achter und bei den Snowboard-Weltmeisterschaften 2019 in Park City Vierter. In den folgenden Jahren errang er bei den Winter-X-Games 2020 und den Winter-X-Games 2022 jeweils den siebten Platz.